# Kenneth Evans
Kenneth Evans (ur. 4 czerwca 1912 roku, zm. 30 marca 1985 roku) – brytyjski kierowca wyścigowy.

## Kariera
W wyścigach samochodowych Evans poświęcił się startom w wyścigach Grand Prix oraz w wyścigach samochodów sportowych. W latach 1937, 1939 Brytyjczyk był klasyfikowany w Mistrzostwach Europy AIACR. W pierwszym sezonie startów z dorobkiem 36 punktów został sklasyfikowany na dwudziestym miejscu w końcowej klasyfikacji kierowców. W 1939 roku uplasował się na jedenastej pozycji w Grand Prix Szwajcarii. Uzbierane 28 punktów dało mu szesnaste miejsce w końcowej klasyfikacji kierowców.